# Chetogena paradoxa
Chetogena paradoxa là một loài ruồi trong họ Tachinidae.